# Raymond Leo Burke

Raymond Leo Burke (Richland Center, Wisconsin, 30. lipnja 1948.), američki kardinal. Rođen je u Richland Centeru, u državi Wisconsin, 30. lipnja 1948. Pohađao je srednju školu u bogoslovnom sjemeništu Svetog križa u La Crosseu, Wisconsin, prije polaska na Katoličko američko sveučilište (Catholic University of America) u Washingtonu, DC, gdje je studirao kao stipendist Basselina Scholara (1968. – 1971.). Studije u pripremi za svećeničko ređenje pohađao je na Papinskom sveučilištu Gregoriana u Rimu (1971. – 1975.), a za svećenika ga je 29. lipnja 1975. u bazilici Svetoga Petra u Rimu zaredio papa Pavao VI.
Prva služba oca Burkea bila je služba pomoćnog rektora katedrale Svetog Josipa Radnika u La Crosseu. Godine 1977. dobio je dodatnu dužnost poučavanja religije u srednjoj školi Aquinas u La Crosse. Godine 1980. otac Burke vratio se u Rim na studij Crkvenog prava na Papinskom gregorijanskom sveučilištu. U travnju 1984. godine, nakon završetka studija, imenovan je moderatorom Biskupskog ordinarijata i vicekancelarom Biskupije La Crosse. Godine 1989. otac Burke vratio se u Rim, gdje ga je sveti papa Ivan Pavao II imenovao braniteljem ženidbenog veza Vrhovnog sudišta Apostolske signature. Nakon petogodišnje službe, Sveti Otac imenuje ga biskupom u biskupiji La Crosse 10. prosinca 1994. sveti Ivan Pavao II. zaredio ga je za biskupa 6. siječnja 1995. u Bazilici svetog Petra te je 22. veljače 1995. postavljen u Biskupiju La Crosse. Tijekom godina, biskup Burke osnovao je svetište Gospe od Guadalupe. 2. prosinca 2003. godine biskup Burke imenovan je nadbiskupom St. Louisa, Missouri. Nadbiskup Burke postavljen je u Saint Louisu 26. siječnja 2004. godine. Nadbiskup Burke Presvetom Srcu Isusovu svečano je posvetio prvo biskupiju La Crosse, a zatim i nadbiskupiju Saint Louis. Djela: I Božja ljubav tijelom postala i dr.